# 科尔·斯普罗斯
科尔·米切爾·斯普罗斯（英語：Cole Mitchell Sprouse，1992年8月4日—)，美國男演員。他與迪伦·斯普罗斯是雙胞胎兄弟，兩人自小就一同出演各類型節目。他因在迪士尼頻道的《小查與寇弟的頂級生活》和《小查與寇弟的頂級遊輪生活》中饰演“寇弟·馬丁”而出名。2017年，他在CW電視劇《河谷鎮》系列中饰演“賈格赫德·瓊斯”，這也是他睽違5年再次出演電視劇。

## 早年生活
斯普羅斯出生於義大利的阿雷佐，當時他的父母馬修·斯普羅斯和梅蘭妮·萊特正在托斯卡尼的英語學校教書。他比他的雙胞胎哥哥迪倫·斯普羅斯遲十五分鐘出生。他的名字源自於爵士樂歌手納·京·高爾。出生的四個月後，全家就搬回他父母的家鄉加利福尼亞州長堤市。

## 職涯
斯普羅斯和他的雙胎胎哥哥迪倫在八個月大的時候因為奶奶的建議而開始了他們的演藝事業，而他們的奶奶同時也是戲劇老師兼女演員。早期的演藝工作都是和哥哥一起演出的，甚至在商業廣告、電視節目或電影中共同出演一個角色。由於加利福尼亞州的兒童法，限制兒童在一天之中只能拍攝一段時間，所以在兩位演員出演一位角色的情況下會比一位來得有較多時間能拍攝。
他和哥哥共同出演的著名角色有：1993年至1998年的電視劇《火災之下的雍容》中的“派翠克·凱利”；1999年的電影《冒牌老爸》中的“朱立安·麥格拉斯”；以及2002年的電影《變裝大師》中的年輕版“開心果迪斯凱西”。2000年，科爾開始出現在NBC的電視節目《六人行》之中，他飾演的角色是羅斯·蓋勒的兒子“班恩·蓋勒”，而這個角色也是他首次沒有和他哥哥共同演出的角色。隨著他和哥哥逐漸長大，他們開始出演更多分開的角色，但他們還是會在同一個企劃中工作，他們首次分別飾演不同角色的企劃是在1998年的電視劇《瘋電視》中。科爾和哥哥在2005年的《小查與寇弟的頂級生活》及2008年的《小查與寇弟的頂級遊輪生活》中分別飾演“寇弟·馬丁”和“查克·馬丁”，而這兩部電視劇也讓兄弟倆的知名度大增。
2017年，科爾在CW的電視劇《河谷鎮》中飾演的“賈格赫德·瓊斯”一角而廣受歡迎，這個角色也是他繼2012年後再度出演電視劇。2019年，主演的愛情電影《愛上觸不到的你》將在3月上映，他飾演一位囊肿性纤维化患者“威爾”，並在劇中和海莉·盧·理查森飾演的角色“史黛拉”相愛。

## 個人生活
斯普羅斯在2011年進入紐約大學就讀，推遲了一年。因為最初他對研讀電影與電視劇攝製感興趣，所以決定去註冊紐約大學附屬的“迦勒汀個人學習學院”，而後來則選擇轉學至紐約大學人文學科中的考古學就讀。最後在2015年的5月與他的哥哥一起畢業。他曾短暫地在考古學的實地裡參與挖掘及研究的工作，且對地理信息系統和衛星意象相當熟悉。在他的學業中，同時參與了夏天在歐洲及亞洲的挖掘工作，他還曾在保加利亞的地下挖掘工作中挖出戴歐尼修斯的面具。
斯普羅斯在攝影方面擁有強烈的興趣。2011年，還在紐約大學上課時，他推出了個人的攝影網站。而現在也被指派為Teen Vogue、L'Uomo Vogue、The Sunday Times Style以及W Magazine等知名時尚雜誌攝影。
2017年，斯普羅斯與《河谷鎮》中搭檔的女演員莉莉·萊茵哈特傳出戀愛傳聞，並於2018年戀情逐漸浮上水面，現在二人在社群網站上也經常大方互動。2020年8月20日，寇爾於Instagram上宣布自己與莉莉已於3月時分手。。

## 影視作品

### 電影
| 年份   | 譯名                   | 原名                                              | 角色                                         | 備註       |
| ------ | ---------------------- | ------------------------------------------------- | -------------------------------------------- | ---------- |
| 1999年 | 冒牌老爸               | Big Daddy                                         | 朱立安·麥格拉斯 Julian McGrath               |            |
| 1999年 | 太空異種               | The Astronaut's Wife                              | 雙胞胎之一                                   |            |
| 2001年 | 慾亂日誌               | 慾亂日誌                                          | 小沙米 Sammy Jr.                             | 錄影帶首映 |
| 2001年 | 我看見媽媽親吻聖誕老人 | I Saw Mommy Kissing Santa Claus                   | 賈斯汀·卡弗 Justin Carver                    |            |
| 2002年 | 變裝大師               | The Master of Disguise                            | 年輕開心果迪斯凱西 Young Pistachio Disguisey |            |
| 2002年 | 驚奇八夜               | Eight Crazy Nights                                | K-B玩具士兵 K-B Toys Soldier                 | 聲音出演   |
| 2003   | 蘋果白蘭地             | Apple Jack                                        | 傑克·派恩 Jack Pyne                          |            |
| 2003   | 只為了好玩             | Just for Kicks                                    | 科爾·馬丁                                    | 錄影帶首映 |
| 2004年 | 巧克力貓王             | The Heart Is Deceitful Above All Things           | 老耶利米 Older Jeremiah                      |            |
| 2006年 | 另類聖誕節             | Holidaze: The Christmas That Almost Didn't Happen | 小孩                                         | 錄影帶首映 |
| 2007年 | 現代吐溫故事：乞丐王子 | A Modern Twain Story: The Prince and the Pauper   | 埃迪·都鐸 Eddie Tudor                        |            |
| 2009年 | 蘋果小鎮的國王         | The Kings of Appletown                            | 克萊頓 Clayton                               |            |
| 2010年 | 功夫馬古               | Kung Fu Magoo                                     | 布拉德·蘭德里 Brad Landry                    | 錄影帶首映 |
| 2011年 | 小查與寇弟的頂級冒險   | The Suite Life Movie                              | 寇弟·馬丁 Cody Martin                        |            |
| 2019年 | 愛上觸不到的你         | Five Feet Apart                                   | 威爾 Will                                    |            |
| 2022年 | Moonshot               |                                                   |                                              |            |

### 電視劇
| 年份           | 譯名                     | 原名                                   | 角色                        | 备注                                                               |
| -------------- | ------------------------ | -------------------------------------- | --------------------------- | ------------------------------------------------------------------ |
| 1993年－1998年 | 火災之下的雍容           | Grace Under Fire                       | 派翠克·凱利 Patrick Kelly   | 全112集，主要角色                                                  |
| 1998年         | 瘋電視                   | MAD TV                                 | 小孩                        | 「第3.22集」                                                       |
| 2000年－2002年 | 六人行                   | Friends                                | 班恩·蓋勒 Ben Geller        | 共七集                                                             |
| 2001年         | 噩夢室                   | The Nightmare Room                     | 巴迪 Buddy                  | 「你所希望的恐怖（Scareful What You Wish For）」（第一季，第二集） |
| 2001年         | 70年代秀                 | That '70s Show                         | 比利（Billy）               | 「沮喪的艾立克（Eric's Depression）」（第四季，第二集）            |
| 2005年－2008年 | 小查與寇弟的頂級生活     | The Suite Life of Zack & Cody          | 寇弟·馬丁 Cody Martin       | 主角，迪士尼頻道原創影集，全87集                                   |
| 2006年         | 變身國王上學記           | The Emperor's New School               | 以星 Zim                    |                                                                    |
| 2006年         | 天才魔女                 | That's So Suite Life of Hannah Montana | 寇弟·馬丁                   | 「That's So Suite Life of Hannah Montana」（第四季，第11集）       |
| 2008年         | 聽吉姆說                 | According to Jim                       | 自己                        | 「我喝了你的奶昔」（第七季，第13集）                               |
| 2008年－2011年 | 小查與寇弟的頂級遊輪生活 | The Suite Life on Deck                 | 寇弟·馬丁                   | 主角，迪士尼頻道原創影集，全71集                                   |
| 2009年         | 少年魔法師               | Wizards of Waverly Place               | 寇弟·馬丁                   | 「Cast-Away (To Another Show)」（第二季，第25集）                  |
| 2009年         | 孟漢娜                   | Hannah Montana                         | 寇弟·馬丁                   | 「Super(stitious) Girl」（第三季，第19集）                         |
| 2010年         | 爆音家族                 | I'm in the Band                        | 寇弟·馬丁                   | 「Weasels on Deck」（第一季，第17集）                              |
| 2012年         | 鬧青春                   | So Random!                             | 自己                        | 第一季，第21集                                                     |
| 2017年－2023   | 河谷鎮                   | Riverdale                              | 賈格赫德·瓊斯 Jughead Jones | 主角之一，CW電視網電視劇                                           |

## 獎項與榮譽
| 年度   | 頒獎典禮           | 獎項                                   | 得獎作品                     | 獲獎結果 |
| ------ | ------------------ | -------------------------------------- | ---------------------------- | -------- |
| 1999年 | 青年明星奖         | 最佳喜劇片青年男演員表演獎             | 《冒牌老爸》                 | 提名     |
| 2000年 | MTV電影大獎        | 最佳銀幕搭檔                           | 《冒牌老爸》                 | 提名     |
| 2000年 | 百視達影視奖       | 最喜愛的喜劇支持男演員                 | 《冒牌老爸》                 | 提名     |
| 2000年 | 青年藝術家獎       | 最佳電影表演獎－10歲以下青年男演員     | 《冒牌老爸》                 | 提名     |
| 2006年 | 青年藝術家獎       | 最佳電視劇表演獎－飾演主角的青年男演員 | 《小查與寇弟的頂級生活》     | 提名     |
| 2007年 | 尼克頻道兒童票選獎 | 最喜愛的電視劇男演員                   | 《小查與寇弟的頂級生活》     | 提名     |
| 2007年 | 青年藝術家獎       | 最佳電視劇表演獎－飾演主角的青年男演員 | 《小查與寇弟的頂級生活》     | 提名     |
| 2008年 | 尼克頻道兒童票選獎 | 最喜愛的電視劇男演員                   | 《小查與寇弟的頂級生活》     | 提名     |
| 2009年 | 尼克頻道兒童票選獎 | 最喜愛的電視劇男演員                   | 《小查與寇弟的頂級生活》     | 提名     |
| 2010年 | 尼克頻道兒童票選獎 | 最喜愛的電視劇男演員                   | 《小查與寇弟的頂級遊輪生活》 | 提名     |
| 2011年 | 尼克頻道兒童票選獎 | 最喜愛的電視劇男演員                   | 《小查與寇弟的頂級遊輪生活》 | 提名     |
| 2017年 | 肖蒂獎             | 最佳男演員                             | -                            | 提名     |
| 2017年 | 青少年票選獎       | 電視劇男演員選擇獎                     | 《河谷鎮》                   | 獲獎     |
| 2017年 | 青少年票選獎       | 電視劇情侶檔選擇獎（與莉莉·萊茵哈特）  | 《河谷鎮》                   | 獲獎     |
| 2018年 | 土星獎             | 最佳電視劇青年男演員表演獎             | 《河谷鎮》                   | 提名     |
| 2018年 | 青少年票選獎       | 電視劇男演員選擇獎                     | 《河谷鎮》                   | 獲獎     |
| 2018年 | 青少年票選獎       | 接吻選擇獎（與莉莉·萊茵哈特）          | 《河谷鎮》                   | 獲獎     |
| 2018年 | 青少年票選獎       | 性感男性選擇獎                         | -                            | 獲獎     |
| 2018年 | 青少年票選獎       | 電視劇情侶檔選擇獎（與莉莉·萊茵哈特）  | 《河谷鎮》                   | 獲獎     |

## 外部連結
- 科尔·斯普罗斯在互联网电影资料库（IMDb）上的資料（英文）
- 科尔·斯普罗斯的X（前Twitter）
- 科尔·斯普罗斯的Instagram帳戶